# Destroy Rebuild Until God Shows
Destroy Rebuild Until God Shows (сокращённо D.R.U.G.S.) — американская рок-группа, основанная в 2010 году. Свой дебютный альбом D.R.U.G.S. группа выпустила 22 февраля 2011 года.

## История

### Формирование
Группа была сформирована в начале 2010 года, участниками:
- Крейг Овенс — (вокал)
- Мэт Гуд — (соло-гитара, клавишные, синтезатор, программирование, бэк-вокал)
- Ник Мартин — (ритм-гитара, бэк-вокал)
- Адам Рассел — (бас-гитара, бэк-вокал)
- Аарон Стёрн — (ударные)

### D.R.U.G.S., Live From Hot Topic EP
11 ноября 2010 года группа выпустила свою первую песню «If You Think This Song Is About You, It Probably Is». 6 декабря группа выпустила свою вторую песню под названием «Mr. Owl Ate My Metal Worm». Затем последовала песня «Sex Life», выпущенная 18 января 2011 года, которая впоследствии стала первым синглом из их дебютного альбома.
31 января 2011 года, группа выпустила свою четвёртую песню «My Swagger Has a First Name», которая была доступна только для тех кто, сделал предварительный заказ их альбома. 22 февраля группа выпустила свой дебютный альбом под названием D.R.U.G.S., через лейблы Decaydance и Sire Records. Альбом дебютировал под номер 29 в американском чарте Billboard 200 и под номер 1 в списке Top Hard Rock Albums.
После релиза альбома, группа дала 7 концертов в Великобритании в поддержку альбома, в период с 4 по 10 марта 2011 года. После этого, группа отправилась в ещё одно турне вместе с такими коллективами как: Black Veil Brides, I See Stars и VersaEmerge.
12 июля группа выпустила свой первый мини-альбом, Live From Hot Topic EP.
В ноябре 2011 года, группа отправилась в тур «World War III tour» вместе с группами: We Came As Romans, Asking Alexandria и Hollywood Undead.
28 ноября 2011 года группа опубликовала ранее не издававшийся би-сайд со своего первого альбома. Песня называется "Rehab in Rifle Rounds" и была выпущена в рамках празднования одного года. Группа недавно рассталась с Warner Brother, и поэтому они расстались с Decaydance. 16 января 2012 года на Noisecreep была выпущена песня под названием "Scream If You're Crazy".
18 января 2012 года группа сделала следующее заявление: "С горько-сладким чувством мы объявляем сегодня некоторые новости. Наш басист Адам Рассел принял личное решение отказаться от Destroy Rebuild Until God Shows, чтобы использовать другие возможности. Хотя мы рады видеть, что он делает выбор, который в конечном счете будет лучшим для него, конечно, нам грустно видеть, как он уходит. Пожалуйста, знайте, что мы остаемся близкими друзьями и сторонниками Адама, и что у нас нет никаких обид. Будьте уверены, это не повлияет на наше текущее расписание туров. Наш близкий друг, Тай ““Never Wrong, Always” Райт, будет исполнять обязанности баса в предстоящем туре SIN, который стартует в четверг в Чикаго."
Группа завершила свой первый хедлайнерский тур, семинедельный тур Strength In Numbers (S.I.N), а также несколько шоу в стиле DIY с такими вступительными номерами, как Like Moths To Flames, Hit The Lights, Sparks The Rescue и The Action Blast.

### Распад (2012)
26 апреля 2012 года Chiodos выпустили видео-обновление, намекающее на то, что Крейг Оуэнс вернулся в группу и заменил Брэндона Болмера, который присоединился к группе после того, как Оуэнса выгнали. На следующий день Мэтт Гуд, Ник Мартин и Аарон Стерн объявили, что решили покинуть группу. Было подтверждено, что Крейг Оуэнс также решил покинуть D.R.U.G.S., что привело группу к полному распаду. Это заявление было опубликовано на официальном сайте группы 27 апреля 2012 года:
"To our loyal fans and friends,
After much thought and consideration we (Matt Good, Nick Martin and Aaron Stern) have decided to announce that we will be moving on from D.R.U.G.S. This decision has not been easy to make, and we want to express how grateful we are for all of you who have supported us and made this the incredible experience it has been over the past couple of years. We'll always look back on our time in this band with pride, and have no regrets about the music we've made or the people we've made it with. We want to thank everyone who has believed in us, and we hope you'll keep believing in us. We look forward to the future, and we know we'll be seeing you again soon, no matter where our paths lead next.
With love and gratitude,

Matt, Nick and Aaron."
После ухода Гуда, Мартина и Стерна вокалист Крейг Оуэнс действительно присоединился к Chiodos в качестве ведущего вокалиста.
24 августа 2012 года было объявлено, что Мэтт Гуд, Ник Мартин, Адам Рассел и Аарон Стерн воссоединятся без Оуэнса. Также было объявлено, что в настоящее время они работают над новым альбомом с этой новой группой с нынешним неизвестным названием.
30 августа 2012 года Мэтт Гуд заявил в Твиттере: "Люди, я должен кое-что прояснить. Никто больше не употребляет НАРКОТИКИ, кроме Крейга. Если он хочет продолжать, то это его дело". Позже Гуд написал в твиттере: "Но все остальные участники, за исключением Крейга, собираются (написать) для вас новую музыку".

### Воссоединение
В феврале 2020 года был создан аккаунт группы в Instagram и страница ВКонтакте, на которую просочилась информация о многих предстоящих песнях, сигнализируя о воссоединении группы. В марте 2020 года Оуэнс подтвердил возможность предстоящих дат тура в своем аккаунте в Твиттере, на следующий день был опубликован новый сингл под названием "King I Am". Демо было выпущено после вопросов и ответов журнала Forbes. В феврале 2021 года группа объявила, что подписала контракт с Velocity Records с запланированным выпуском альбома в 2021 году.
8 сентября 2021 года группа объявила, что бывший гитарист Bring Me The Horizon и I Killed the Prom Queen Джона Вайнхофен присоединяется к группе в качестве нового гитариста.
15 декабря 2021 года группа объявила, что бывший басист и бэк-вокалист All That Remains Аарон Патрик присоединится к группе.
2 февраля 2022 года группа выпустила свою первую новую песню с участием Оуэнса, Вайнхофена и Патрика под названием "Destiny". Песня была выпущена на лейбле Velocity Records.
17 июня 2022 года группа выпустила свой второй альбом Destroy Rebuild.

## Участники
- Крейг Овенс (англ. Craig Owens) — вокал (2010-2012, 2020 - настоящее время)
- Джона Вайнхофен (англ. Jona Weinhofen) - гитара (2021 - настоящее время)
- Аарон Патрик (англ. Aaron Patrick) - бас-гитара (2021 - настоящее время)

### Бывшие участники
- Адам Рассел (англ. Adam Russell) — бас-гитара, бэк-вокал (2010—2012)
- Мэт Гуд (англ. Matt Good) — соло-гитара, клавишные, синтезатор, программирование, бэк-вокал (2010—2012)
- Тай Райт (англ. Tai Wright) — бас-гитара, бэк-вокал (2012)
- Ник Мартин (англ. Nick Martin) — ритм-гитара, бэк-вокал (2010—2012)
- Аарон Стёрн (англ. Aaron Stern) — ударные (2010—2012)

## Дискография
Студийные альбомы
| Год  | Название        | Лейбл                 | Позиции в чартах | Позиции в чартах | Позиции в чартах |
| Год  | Название        | Лейбл                 | US 200           | US Hard Rock     | US Digital       |
| ---- | --------------- | --------------------- | ---------------- | ---------------- | ---------------- |
| 2011 | D.R.U.G.S.      | Sire/Decaydance       | 29               | 1                | 14               |
| 2022 | Destroy Rebuild | Velocity/Equal Vision | —                | —                | —                |

Синглы
| Год  | Название                                              | Альбом     |
| ---- | ----------------------------------------------------- | ---------- |
| 2010 | «If You Think This Song Is About You, It Probably Is» | D.R.U.G.S. |
| 2010 | «Mr. Owl Ate My Metal Worm»                           | D.R.U.G.S. |
| 2011 | «Sex Life»                                            | D.R.U.G.S. |
| 2011 | «My Swagger Has a First Name»                         | D.R.U.G.S. |
| 2022 | «Destiny»                                             |            |

Мини-альбомы
- Live From Hot Topic (2011)[10]

## Видеография
| Год  | Название                                              | Альбом     |
| ---- | ----------------------------------------------------- | ---------- |
| 2010 | «If You Think This Song Is About You, It Probably Is» | D.R.U.G.S. |
| 2011 | «My Swagger Has a First Name»                         | D.R.U.G.S. |
| 2011 | «Sex Life»                                            | D.R.U.G.S. |
| 2022 | «Destiny»                                             |            |